# Corgo (Fluss)
Der Corgo (portugiesisch Rio Corgo) ist ein Fluss im Norden Portugals, der zur Gänze durch den Distrikt Vila Real fließt. Er entspringt südlich der Kleinstadt Pouca de Aguiar, fließt durch die Stadt Real und mündet unweit der Stadt Peso da Régua in den Douro.
Die Autobahn A4 überquert den Corgo südlich von Vila Real auf dem Viaduto do Corgo, einer 2.796 Meter langen Schrägseilbrücke.
Anfang des 20. Jahrhunderts wurde eine Bahnstrecke (Linha do Corgo), die Chaves mit Régua verband, durch das Tal des Corgo gebaut. Sie wurde abschnittsweise zwischen 1906 und 1921 in Betrieb genommen wurde. Der nördliche Abschnitt zwischen Chaves und Pouca de Aguiar wurde bereits 1990 stillgelegt. 2009 wurde auch der verbleibende Abschnitt zwischen Pouca de Aguiar und Régua stillgelegt. Auf der ehemaligen Bahntrasse gibt es zwischen dem ehemaligen Bahnhof von Abambres (Stadtteil von Real) und der Kreisgrenze zu Chaves (ca. 4 km nördlich von Sabroso de Aguiar) einen Radweg.